# Rotes Quecksilber
Rotes Quecksilber oder Red Mercury ist ein spekulativer Begriff zur Bezeichnung verschiedener chemischer Substanzen, die hypothetisch existieren könnten oder lediglich fantastischen oder mysteriösen Spekulationen entstammen.

## Chemische Betrachtung
Es gibt keine chemische Substanz, die damit korrekt bezeichnet wird. Das Element Quecksilber kommt in reiner Form nur in einer silbergrauen Modifikation vor. In der Natur kommt es meist in Verbindung mit Schwefel vor (HgS). Dieses Mineral mit dem Namen Cinnabarit bzw. Zinnober hat eine rote Farbe.

## Veröffentlichungen
In dem mittelalterlichen Werk von Dschābir ibn Hayyāns findet sich bereits die Behauptung, Rotes Quecksilber könne in ägyptischen Pyramiden gefunden werden. Dieser Mythos hält sich im arabischen Raum bis heute, teilweise in der Variante, dass ägyptische Mumien die Substanz enthielten.
Nach einer Veröffentlichung in „Nucleonics Week“ aus dem Jahr 1993 soll der Begriff „Красная ртуть“ („Red Mercury“ oder „Rotes Quecksilber“) zu Zeiten der Sowjetunion als Code für das Lithiumisotop 6Li („Lithium-6“) verwendet worden sein. 6Li wird als Bestandteil des Fusionsbrennstoffs 6Li-Deuterid (ein Isotopomer von Lithiumhydrid) für den Fusionsteil einer Teller-Ulam-Bombe („Sacharows dritte Idee“) benötigt.
Der Handelspreis für red mercury wurde 1997 im Bulletin of the Atomic Scientists mit mehr als 100.000 Dollar pro Kilogramm angegeben. In der Zeitschrift New Scientist wurde 1996 für die Farbangabe eine interessante Erklärung gegeben: „Als rotes Quecksilber vor 15 Jahren erstmals auf dem schwarzen Markt international erschien, wurde das vermutlich höchst geheime Nuklearmaterial als ‚rot‘ bezeichnet, weil es aus Russland kam.“ Der amerikanische Physiker Samuel Cohen behauptete jedoch, rotes Quecksilber sei ein extrem starker konventioneller Sprengstoff, der im Zündmechanismus für Atombomben verwendet werden könnte.
In Deutschland gelang im Jahr 2000 sogar einmal, geschmuggeltes „red mercury“ zu beschlagnahmen. Intensive Analysen ergaben allerdings, dass es sich um normales Quecksilber handelte, das jedoch von einer sehr ungewöhnlichen Verpackung mit viel roter Farbe umgeben war. 2004 wurden in Großbritannien Männer unter dem Verdacht verhaftet, sie hätten ein Kilo rotes Quecksilber für 300.000 Pfund kaufen wollen. Der Fall kam 2006 vor Gericht. Die Anklage lautete auf Unterstützung einer terroristischen Vereinigung. Bei der Verhandlung stellte sich dann aber heraus, dass ein Journalist das Ganze eingefädelt hatte und das rote Quecksilber gar nicht existierte. Die Angeklagten wurden schließlich freigesprochen.

## Bezüge im Film
- Im Film R.E.D. 2 existiert in Moskau, versteckt unter dem Roten Platz, eine Bombe aus rotem Quecksilber.
- Im Film Mega Shark vs. Kolossos wird der humanoide Roboter „Kolossos“ mit „Red Mercury“ betrieben.
- In der Serie Spooks, Staffel 3, Folge 2, verfolgt der MI5 angeblich existierendes „Red Mercury“, welches ein verschuldeter Wissenschaftler an eine kriminelle Organisation verkauft hatte.
- Der Supercop mit Terence Hill hat einen Verweis auf rotes Plutonium.
- In der Serie Baywatch Hawaii, Staffel 10, Folge 22 Tod am Riff wurde rotes Quecksilber beiläufig als Beispiel für einen Sprengstoff erwähnt, hatte allerdings für die weitere Handlung keinerlei Bedeutung.
- Am Ende des Films The Merchant: Händler des Terrors explodiert auf einer Fähre eine in einem Auto versteckte Bombe, die mit 1 kg rotem Quecksilber angereichert sei.